# Гитьян, Альберто
Альберто Гитьян Себальос (исп. Alberto Guitián Ceballos; род. 29 июля 1990 года в Лос-Корралес-де-Буэльна) — испанский футболист, защитник клуба «Культураль Леонеса».

## Биография
Альберто Гитьян, воспитанник «Расинга». 22 ноября 2008 году дебютировал за «Расинг Б» в матче против «Баракальдо» (1:2)
2 сентября 2013 года, Гитьян покинул «Расинг Б» и подписал контракт со «Спортингом Б». 17 июля следующего года подписал новый однолетний контракт.
Летом 2015 года был переведён в основной состав «Спортинга». На предсезонной подготовке Абелардо Фернандес часто использовал его в качестве центрального защитника.
Дебютировал за «Спортинга» 2 декабря в матче против «Бетиса» в рамках кубка Испании (0:2). В конце месяца провёл первый матч в Ла Лиге в игре против «Эйбара (0:2).
1 февраля 2016 года разорвал контракт с клубом и перешёл в «Сарагосу». Свой первый гол за новую команду забил 2 апреля в матче против «Эльче» (1:2).
Летом 2016 года подписал трёхлетний контракт с «Вальядолидом».